# Волфганг (Анхалт-Кьотен)
Волфганг фон Анхалт-Кьотен (на немски: Wolfgang, Fürst von Anhalt-Köthen, der Bekenner, der Standhafte, * 1 август 1492 в замък Кьотен, † 23 март 1566 в Цербст) от род Аскани е княз и реформатор на Анхалт-Кьотен от 1508 до 1562 г.
Той е син на княз Валдемар VI от Анхалт-Кьотен (1450–1508) и съпругата му Маргарета фон Шварцбург-Бланкенбург (1464–1539), дъщеря на граф Гюнтер XXXVI фон Шварцбург-Бланкенбург (1439 – 1503) и Маргарета фон Хенеберг-Шлойзинген ’Млада’ (1444 – 1485).
Още на 8 години той посещава през 1500 г. университет Лайпциг, поема на 16 години през 1508 г. управлението на страната си.
През 1521 г. той се запознава с Мартин Лутер на райхстага в Аугсбург. С помощта на Лутер той въвежда Реформацията още през 1525 г. в Анхалт-Кьотен и 1526 г. в Анхалт-Бернбург.
През 1544 г. Волфганг дава на братовчедите си частта си от Анхалт-Цербст и получава в замяна Анхалт-Бернбург, където още през 1538 г. преустройва дворец Бернбург в ренесансов стил. През 1547 г. той участва в битката при Мюлберг и затова попада в немилост при императора. Волфганг отива в Харц и през 1551 г. саксонският курфюрст Мориц го прави гувернатор на Магдебург. През 1552 г. той е освободен от изгнанието и получава обратно своите собствености и поема отново управлението.
През 1562 г. Волфганг отстъпва собственостите си на братовчедите си и задържа само Косвиг. През 1564 г. той се мести в Цербст, където умира неженен на 23 март 1566 г. Неговият наследник е княз Йоахим Ернст от Анхалт.
Евангелийската църква го чества на 23 март. 